# フォード・Ka
フォード・Ka （フォード・カー） は、欧州フォードが開発、製造するコンパクトカーである。
車名の語源は「生命の樹（Spirit of life）」を表す古代エジプトの象形文字で、このクルマのもつコンセプトそのものを象徴している。

## 初代（1996年 - 2008年）

### 欧州仕様
- 1996年秋に開催された「パリサロン」で発表された。フォード・フィエスタのプラットフォームを流用し、当時フォードが提唱したニューエッジデザインによる斬新な車内外のスタイリングを採用した。一方で、エンジンには1958年開発の「ケントエンジン」を35年以上に渡って改良した、（当時としても）古風なOHVユニット「エンデュラEエンジン」の1.3リッター版を搭載していた。
- デザインはフォード・アドバンスデザインスタジオのクロード・ロボによるものである。日本のウェブサイトには担当デザイナーをルイジ・コラーニであるとする記述が散見されるが、これはKaに関心を示し触発されたコラーニがリデザインしたものを提案していたことと混同されている。
- 2002年にはSOHCの新型エンジン「デュラテックエンジン」に変更された。その後も1.6リッターエンジン搭載の高性能版、スポーツKa、イギリスでは、その『ワル』なキャラクターを前面に出し物議をかもしたCMやロードスターのモデル、ストリートKaなどが追加された。
  - ストリートKaはピニンファリーナとの共同製作で、約2年間生産された。
  - 2002年にはベースとなるフィエスタがフルモデルチェンジし、同じくフィエスタをベースにしたフォード・プーマが生産終了したが、Kaについては車体の変更等はせず引き続き生産することとなった。
- フォードの最小セグメントを担当するモデルとして好調なセールスを記録した。
- 3代目フィエスタの登場まで、初心者向けラリーカーのベースとして用いられることが多かった。

### 南米仕様
- 小型低価格車の需要が根強い南米諸国でも、ブラジル工場で生産されたモデルが販売されている。
- 欧州仕様との主な相違点は、外観（フロントライト・ブレーキランプの形状など）と、防音対策の軽減によるコストダウンである。エンジンは1.6リッターのZetecエンジンが搭載される。

### 日本仕様
- 1999年1月28日、日本仕様の発表と共に先行予約を開始[1]。車両本体価格は150万円。最大トルクが2500回転で発生する1.3リッターのOHV「エンデュラEエンジン」を搭載した右ハンドルの5速マニュアル車が輸入された。高温多湿な日本の気候に対応するため、欧州仕様に比べて大型のラジエターやエアコンユニットが搭載された。このため大型化した前バンパーを新設計し、全長が若干拡大された。このほかにも電動サンルーフやドアミラー調整リモコン、パワーウィンドウ、リヤゲート開放ボタンなどが搭載され、日本仕様は装備面で充実していた。ボディーカラーは全６色（ラジアントレッド・ムーンダストシルバーメタリック・アンパロブルーメタリック・コッパーグロウメタリック・エレクトリックグリーンメタリック・パンサーブラックメタリック）で、日本仕様車の生産は全てスペイン・バレンシア工場で行われた。また、CMキャラクターに小室哲哉とglobeが起用された。
- 1999年4月1日、CMキャラクターの小室哲哉の公式ウェブサイトでボディカラーが黄色の特別仕様車「イエローKa」の予約を開始した[2]。
- 2000年末には実質的な大幅値引キャンペーンなどを行ったが、期待通りの成果は得られぬままわずか2年ほどで販売終了となった。キャッチコピーはMT車しか投入されなかったのを逆手にとって「乗れたらエライ」だった。
- 日本導入時にPR車両としてラリー仕様が作られた。外装からエンジンに至るまで全ての面で実際の競技向けの改造が施されたもので、競技車両扱いとなったため公道は走れなかった。
  - 販売終了後、自動車誌「カーグラフィック」のイベントでオーナーの募集を呼びかけたところ300通を超える応募があり、抽選の末、一般者へと引き渡された[3]。

### CM
初代のスポーツモデル、SportKa（スポーツ・カー）に対して、イギリス等の一部の国では、奇抜なテレビCMが用いられていた。
これは、車の鼻先に鳥が飛び乗った瞬間、突然ボンネットが開き、鳥を跳ね殺したり、別の作品では、車のルーフ部に上って来た猫の首をサンルーフで切断する、といったもの。但し、これらの画像処理にはCG合成が使われ、動物は死んでいないという。共にタイトルコピーは、"The Ka's Evil Twin（Kaの、性悪な双子の弟）"であった。また、この車種の広告ウェブサイト（後に閉鎖）も、悪魔のイメージがふんだんに活用されていた。この広告キャンペーンはネットを中心に、メーカーであるフォードへの非難や疑問が多く寄せられた。

## 2代目（2008年 - 2016年）
2008年にフィアットと共同開発された2代目が登場。コストを抑えるためにメカニズムの大半や内外装の一部のパーツをフィアット・500と共有している。エンジンは1.2Lガソリンと1.3Lディーゼルの2種を用意。生産はフィアット500とともにポーランドのティヒにある工場で行われている。

## 3代目（2014年 - 2021年）
2014年7月に登場した3代目はフォードブラジルが中心となり開発された。
先代と違い全長が約300mmも長く幅が約20mmも広くなり、居住スペースと荷室が拡大したことによりAセグメントからBセグメントに格上げされた。ボディタイプは5ドアハッチバックと歴代初となる4ドアセダンが用意され、初代から設定されていた3ドア車は廃止されている。
仕向け地で名称が異なり、インドやメキシコではフィーゴ（Figo）、欧州圏やブラジルではカー プラス（Ka+）を名乗る。